# Gady Polski
W Polsce występuje co najmniej 10 rodzimych gatunków gadów (dokładna liczba zależy od poglądów danego autora na temat odrębności danych podgatunków).

## żółwie(Testudines)
- żółwie błotne (Emydidae)
  - żółw błotny (Emys orbicularis)
  - żółw ozdobny (Trachemys scripta) – gatunek obcy[3][4]

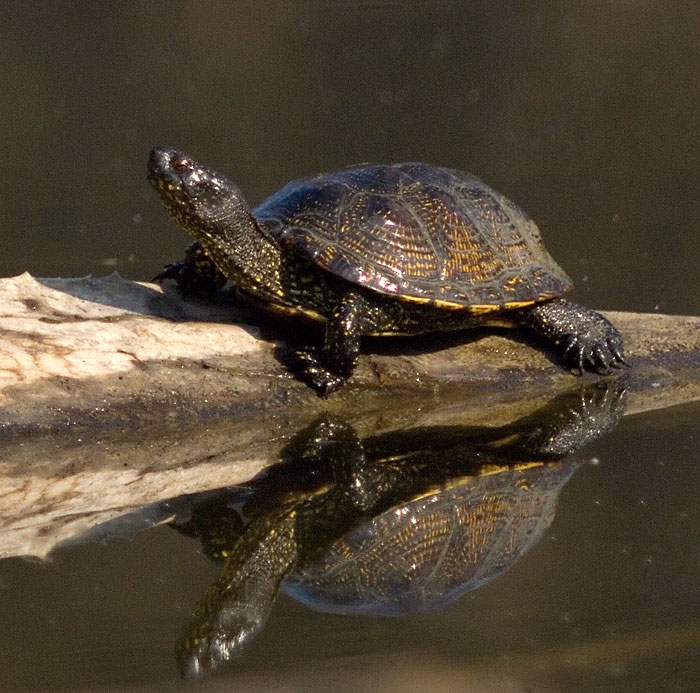
żółw błotny

## łuskonośne(Squamata)
- jaszczurki właściwe (Lacertidae)
  - jaszczurka zwinka (Lacerta agilis)
  - jaszczurka zielona (Lacerta viridis) – prawdopodobnie wymarła na terenie Polski[5]
  - jaszczurka żyworodna (Zootoca vivipara)
  - jaszczurka murowa (Podarcis muralis)[6][4] – gatunek kryptogeniczny[7]

- padalcowate (Anguidae)
  - padalec zwyczajny (Anguis fragilis)
  - padalec kolchidzki (Anguis colchica)[8][9][10][4]

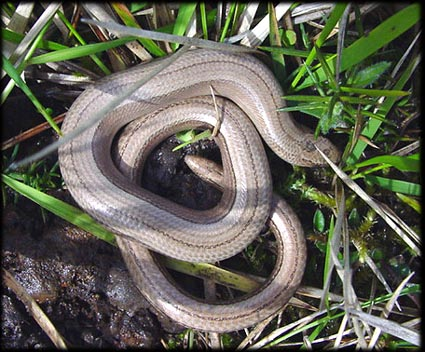
padalec zwyczajny
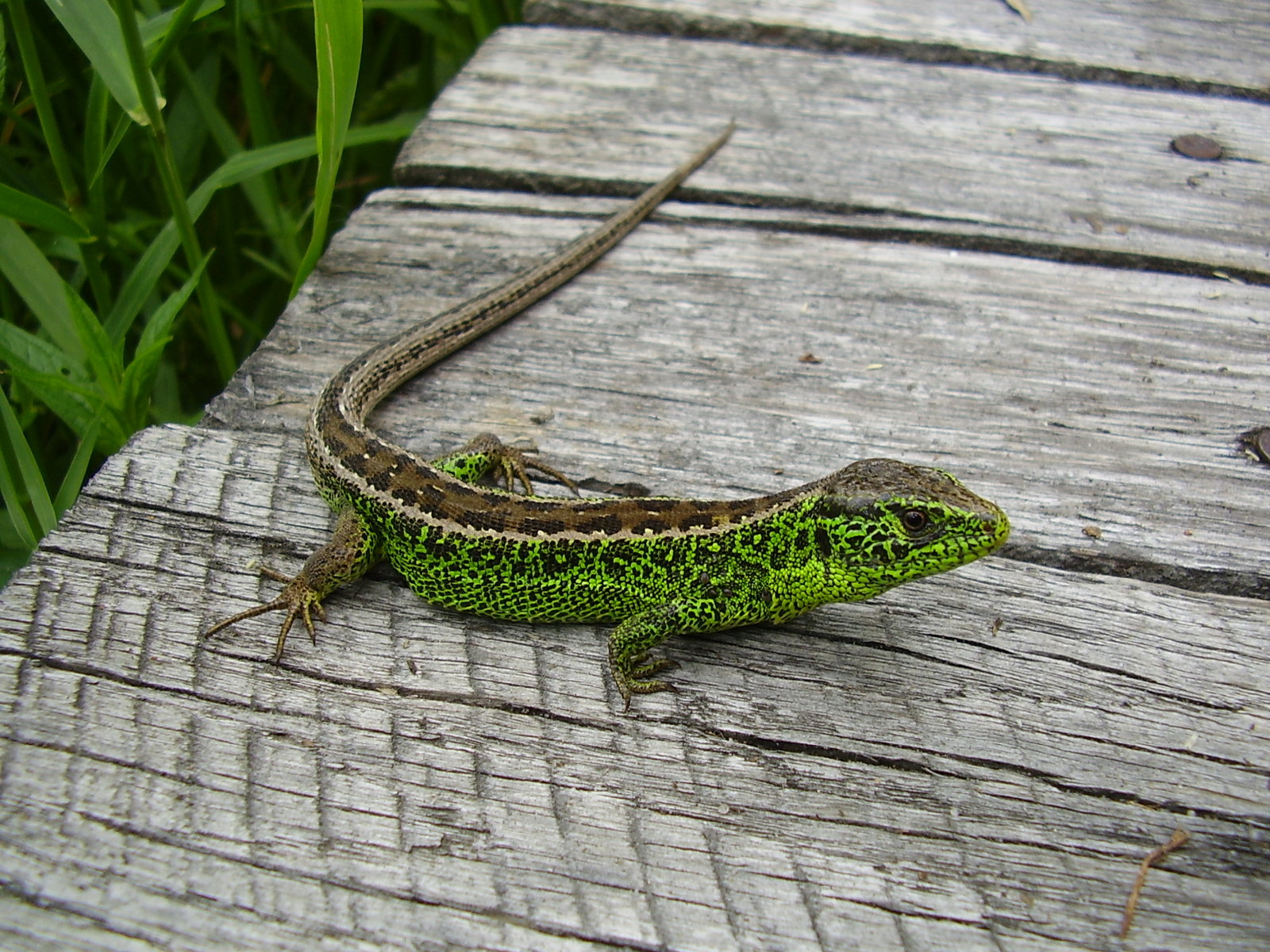
jaszczurka zwinka
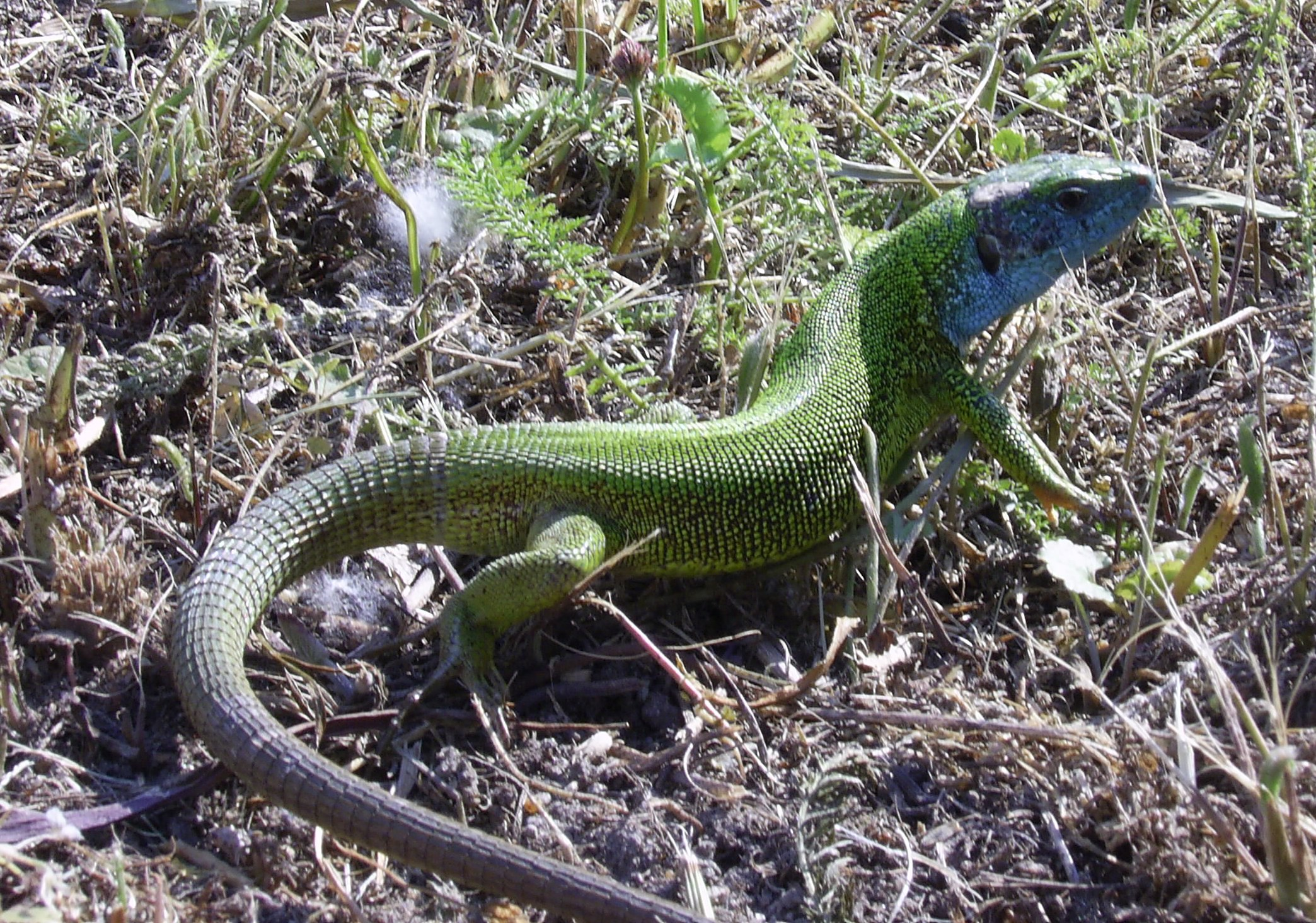
jaszczurka zielona
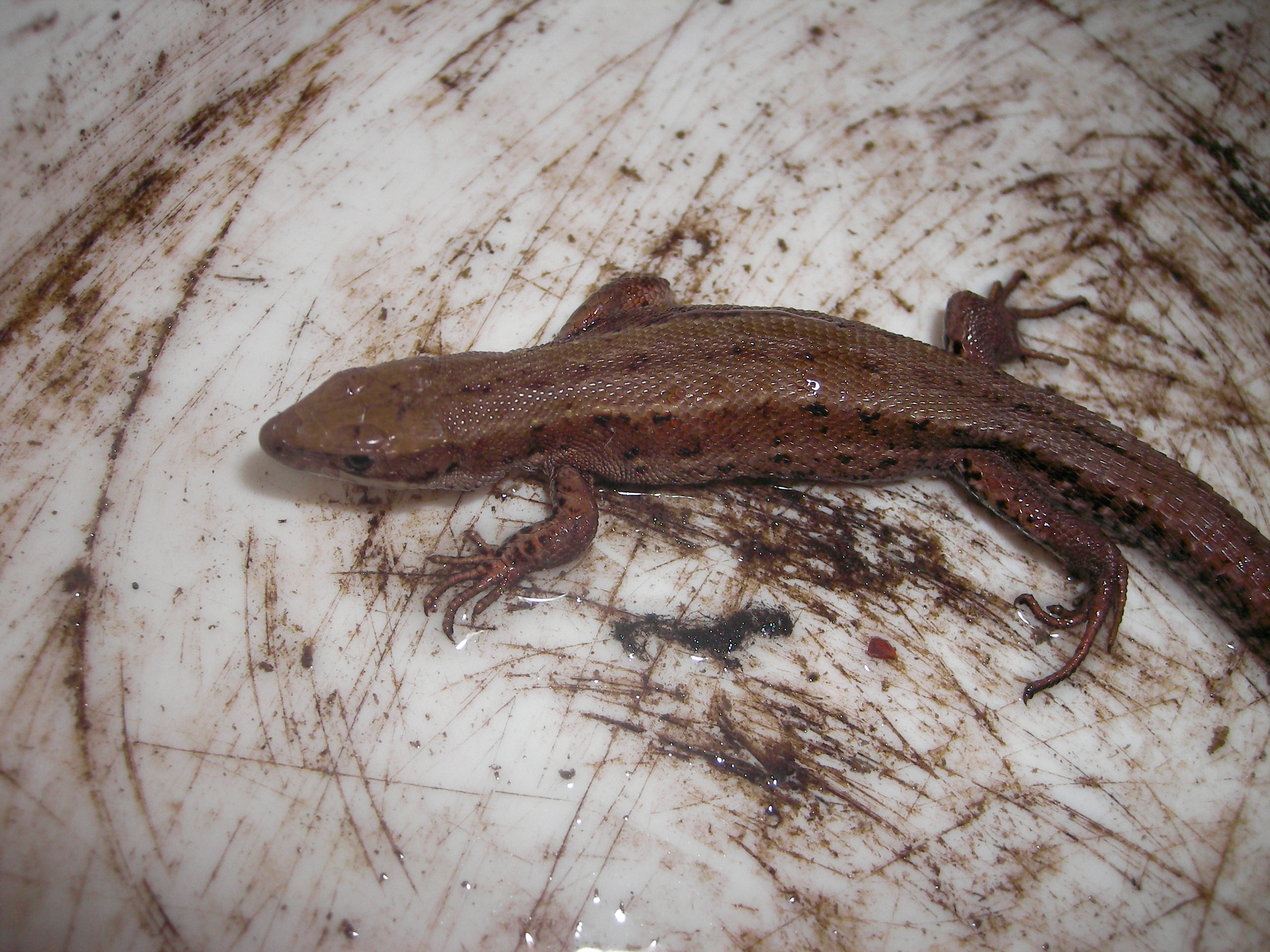
jaszczurka żyworodna

- połozowate (Colubridae)
  - zaskroniec zwyczajny (Natrix natrix)
  - zaskroniec rybołów (Natrix tessellata)[11][2][4]
  - wąż Eskulapa (Elaphe longissima)
  - gniewosz plamisty (Coronella austriaca)
- żmijowate (Viperidae)
  - żmija zygzakowata (Vipera berus)

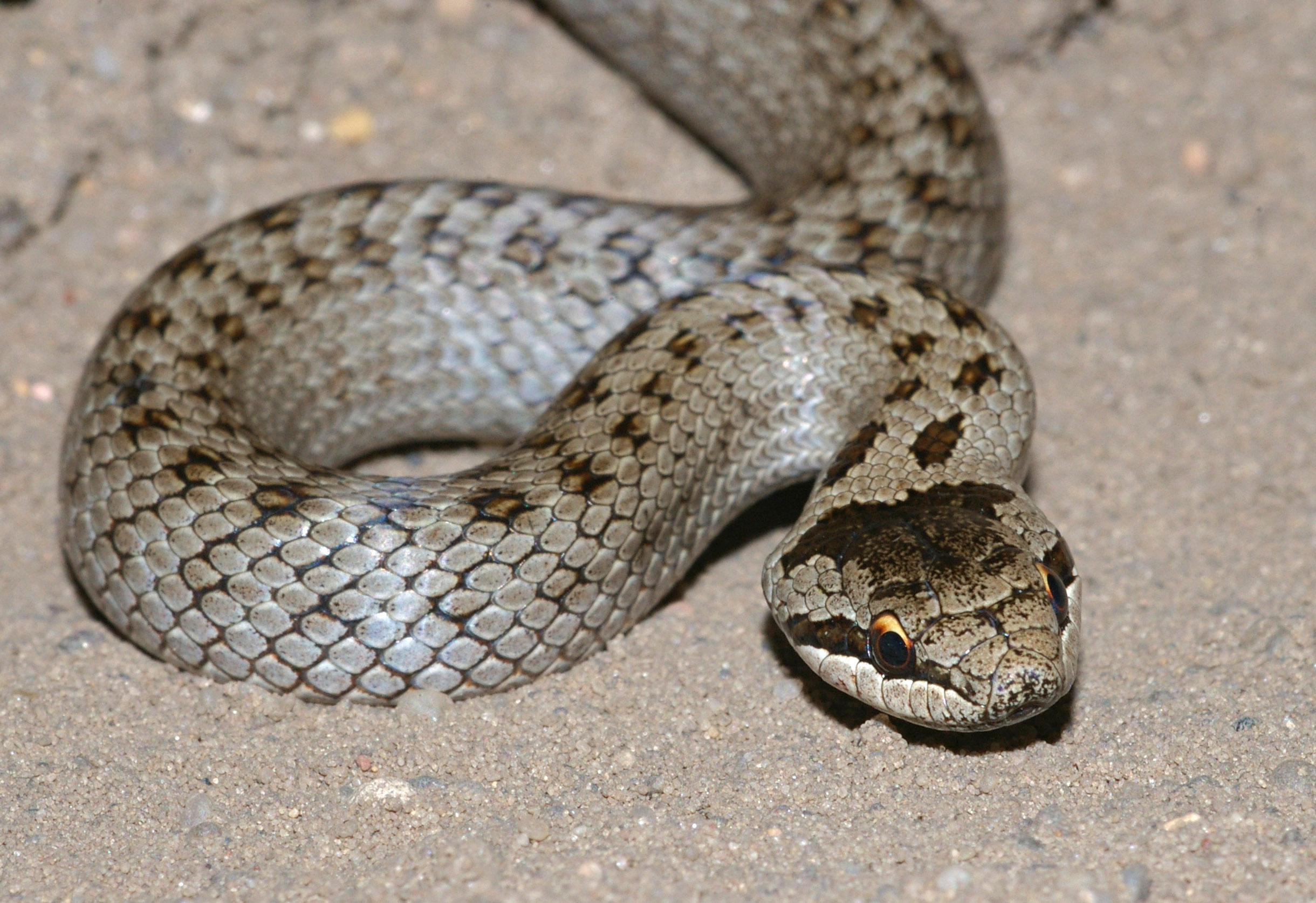
gniewosz plamisty
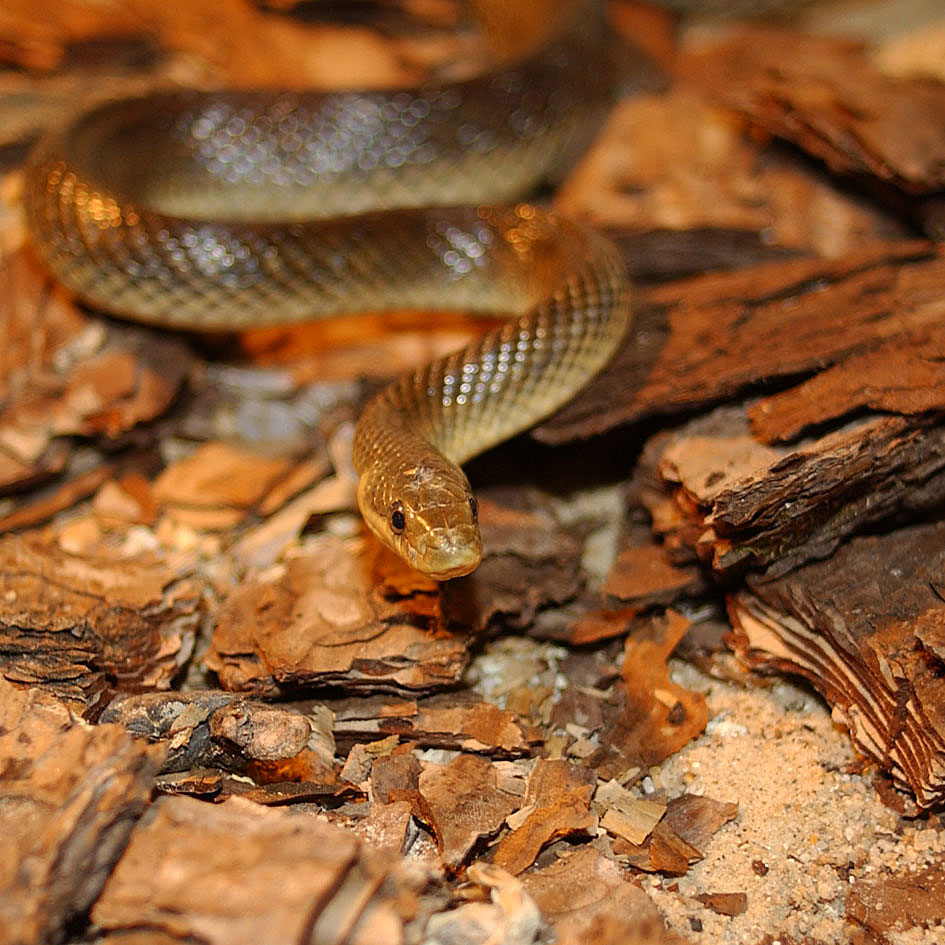
wąż Eskulapa
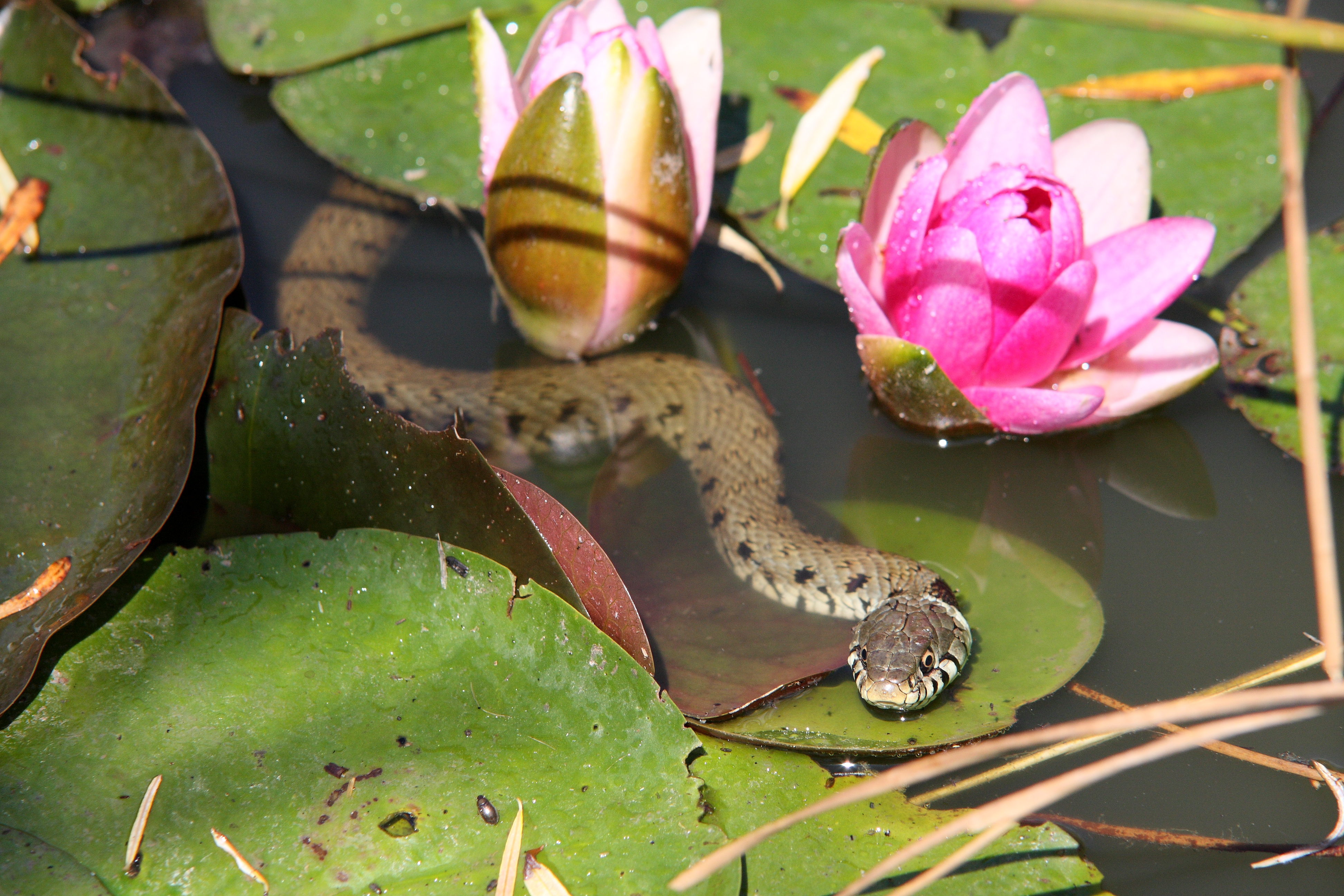
zaskroniec zwyczajny
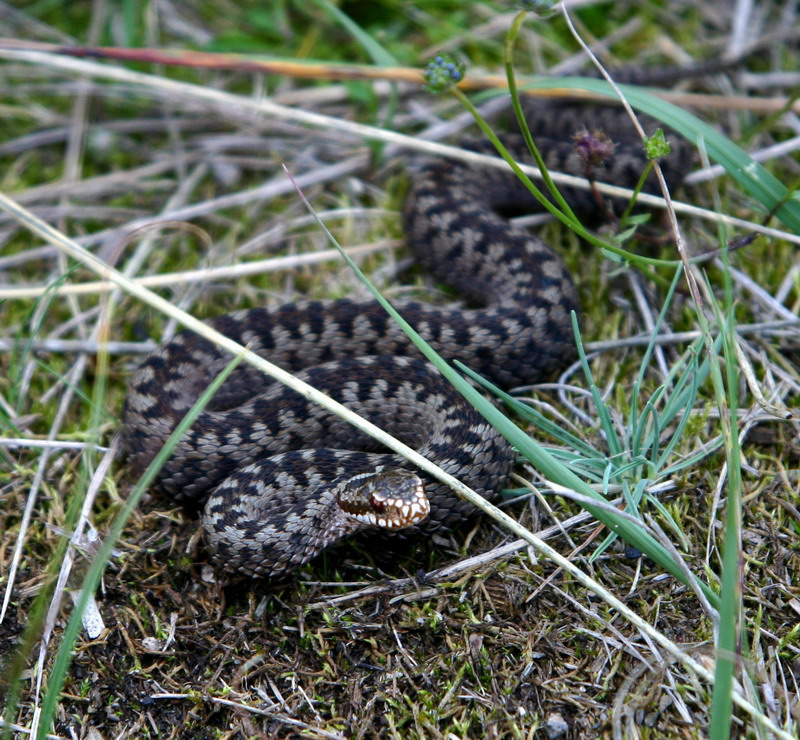
żmija zygzakowata
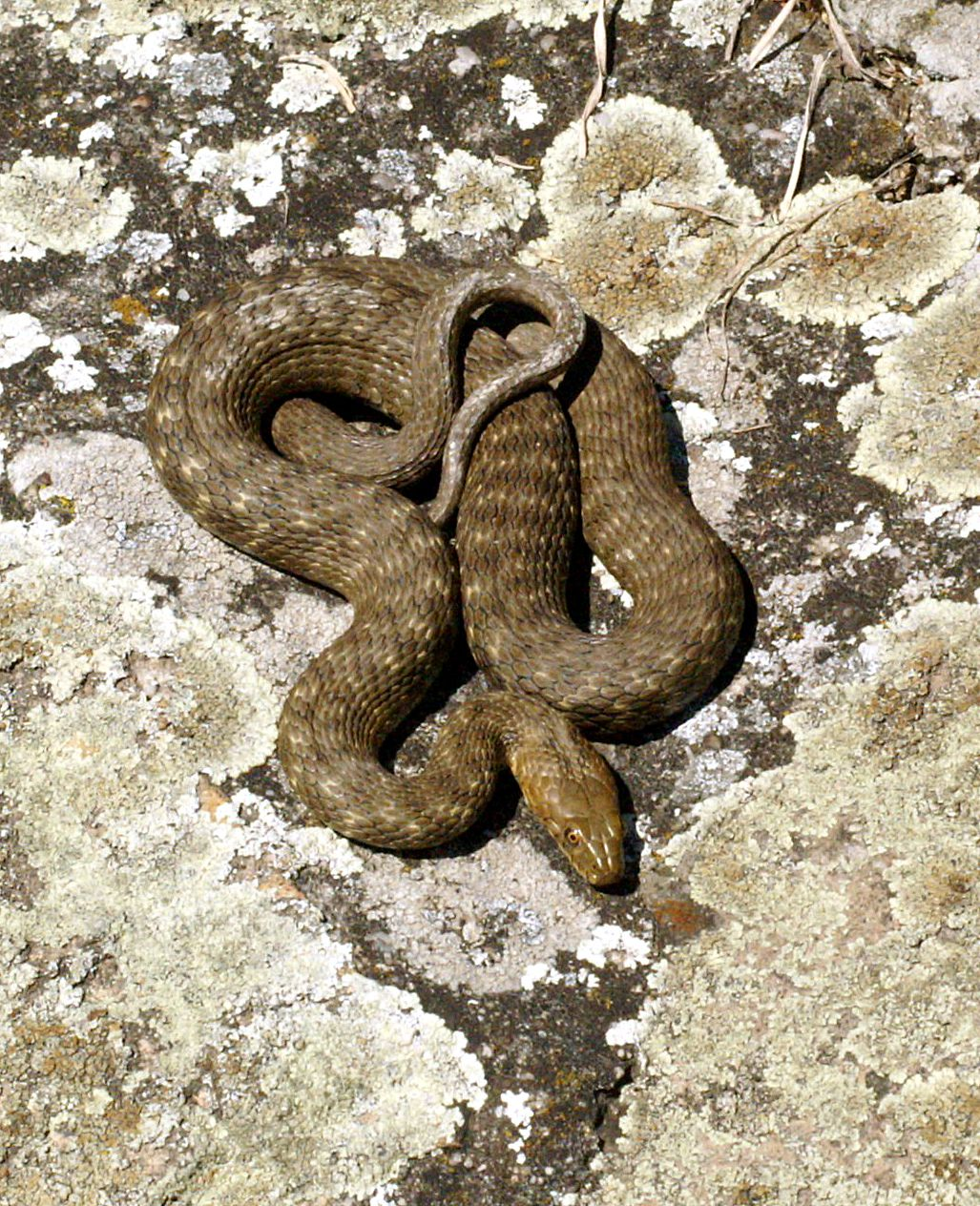
zaskroniec rybołów